# Прокинься, румуне
Deșteaptă-te, române (рум. Прокинься, румуне) – національний гімн Румунії з 1989 року й гімн Молдови у 1991-1994 рр.

## Дані про гімн
Слова національного гімну Румунії належать Андрею Мурешану (1816-1863), поетові романтичного напряму, журналістові, перекладачеві, трибунові епохи Революції 1848-1849 років. Музику написав Панн Антон (1796-1854), поет і етнограф, співак і автор підручників з музикознавства. Уперше було виконано 29 червня 1848 року у Римнику-Вилчя.
Державний гімн Румунії складається з декількох строф, чотири з них повинні виконуватися в урочистих випадках (виділені курсивним шрифтом). Крім цього гімну, у румунів була «Hora Unirii», написана поетом Васіле Александрі (1821-1890), що виконували в часи об’єднання Князівств (1859), у всіх випадках, коли румуни прагнули до єднання та гармонії.

## Гімн
| 1 Deșteaptă-te, române, din somnul cel de moarte, În care te-adânciră barbarii de tirani Acum ori niciodată croiește-ți altă soartă, La care să se-nchine și cruzii tăi dușmani. 2 Acum ori niciodată să dăm dovezi în lume Că-n aste mâni mai curge un sânge de roman, Și că-n a noastre piepturi păstrăm cu fală-un nume Triumfător în lupte, un nume de Traian. 3 Înalță-ți lata frunte și caută-n giur de tine, Cum stau ca brazi în munte voinici sute de mii; Un glas ei mai așteaptă și sar ca lupi în stâne, Bătrâni, bărbați, juni, tineri, din munți și din câmpii. 4 Priviți, mărețe umbre, Mihai, Ștefan, Corvine, Româna națiune, ai voştri strănepoți, Cu brațele armate, cu focul vostru-n vine, «Viața-n libertate ori moarte» strigă toți. 5 Pre voi vă nimiciră a pizmei răutate Și oarba neunire la Milcov și Carpați Dar noi, pătrunși la suflet de sfânta libertate, Jurăm că vom da mâna, să fim pururea frați. 6 O mamă văduvită de la Mihai cel Mare Pretinde de la fii-și azi mână d-ajutori, Și blastămă cu lacrămi în ochi pe orișicare, În astfel de pericul s-ar face vânzători. 7 De fulgere să piară, de trăsnet și pucioasă, Oricare s-ar retrage din gloriosul loc, Când patria sau mama, cu inima duioasă, Va cere ca să trecem prin sabie și foc. 8 N-ajunge iataganul barbarei semilune, A cărui plăgi fatale și azi le mai simțim; Acum se vâră cnuta în vetrele străbune, Dar martor ne de Domnul că vii nu oprimim. 9 N-ajunge despotismul cu-ntreaga lui orbie, Al cărui jug de seculi ca vitele-l purtăm; Acum se-ncearcă cruzii, cu oarba lor trufie, Să ne răpească limba, dar morți numai o dăm. 10 Români din patru unghiuri, acum ori niciodată Uniți-vă în cuget, uniți-vă-n simțiri. Strigați în lumea largă că Dunărea-i furată Prin intrigă și silă, viclene uneltiri. 11 Preoți, cu crucea-n frunte căci oastea e creștină, Deviza-i libertate și scopul ei preasfânt. Murim mai bine-n luptă, cu glorie deplină, Decât să fim sclavi iarăși în vechiul nost’pământ. | 1 Прокинься, румуне, від смертельного сну, В якому тримають тебе варвари-тирани Зараз або ніколи створи собі іншу долю Перед якою поникнуть злі вороги. 2 Зараз або ніколи доведемо всьому світові В наших жилах тече кров римлян: І з гордістю в серці ми бережемо славу Переможця битв, на ім’я Траян. 3 Підведи свій погляд, вдивись, як піки гірських ялин Стоять повсюди тисячі солдат, чекаючи наказу: Накинутись як вовки на овець та перейти із гір на рівнину Чоловіки, батьки, брати, старі й молоді. 4 Подивіться, тіні величних пращурів румунської нації Михая, Стефана, Корвіна. То ваші правнуки Зі зброєю в руках та вогнем в крові волають «Життя на волі або смерть». 5 Злоба нас губила роз’єднаними перед битвами В Мілково й Карпатах. Але віднині Перейнявшись духом святої волі клянемось Потиснути один одному руки, щоб бути братами навіки. 6 Вітчизна-мати – вдова з часів Великого Михая Чекає допомоги синів відважних, вірних І проклинає зі сльозами на очах, тих Хто зрадить Батьківщину під страхом смерті. 7 Від блискавки померти їм, від блискавки і сірки Всім хто втече із поля битви, Де Батьківщину-мати, ласкаве серце, Потрібно захищати вогнем й мечем. 8 Кривавим є півмісяць-ятаган Фатальні рани ми все ще відчуваєм То варвар споганив рідний дім Наш дім, нашу кров і наші рани. 9 Але ніщо не зломить нас Ні деспотизм сліпий, ні ятаган-півмісяць Чиє ярмо як на худобу на нас наділи Вбивали рідну мову. 10 Румуни, повстаньмо в гніві, честі й сталі Зараз або ніколи об’єднаймося На клич Вітчизни «В нас Дунай украли» Злодюг підступних ми знищимо, брати. 11 Попереду священики й хрест, бо військо наше християнське Метою воля є свята Померти краще в боротьбі й повній славі Ніж бути рабами в крадіїв землі. |